# Зигевин фон Аре
Зигевин фон Аре Благочестиви (на немски: Sigewin von Are, Sigewin der Fromme) е архиепископ на Кьолн (1078 – 1089).

## Живот
Той е от 1076 г. катедрален декан в Кьолн. През 1079 г. е одобрен за архиепископ на Кьолн от крал Хайнрих IV. Зигевин получава палиума, като един от първите немски епископи, от антипапа Климент III.
Зигевин е на страната на Хайнрих IV през борбата за инвеститура. През 1080 г. той е в неговата свита.
През 1085 г. Зигевин построява отново изгорялата църква „Св. Мария ад Градус“ и ѝ дава различни собствености. На 30 май 1087 г. той коронова 13-годишния императорски син Конрад в Аахен за римско-немски крал.
Зигевин умира на 31 май 1089 г. в Кьолн. Погребан е в Кьолнската катедрала. Малко след това му се признава допълнителното име Благочестиви.